# Medaglia di benemerenza per il terremoto in Armenia
La medaglia di benemerenza per il terremoto in Armenia fu istituita in Italia, dal Ministro per il coordinamento della protezione civile, Vito Lattanzio, nel 1989 per tributare un tangibile riconoscimento a quanti, appartenenti a corpi civili, militari e a gruppi di volontari, si erano prodigati con vivo spirito di sacrificio ed abnegazione mentre erano impegnati nell'opera di solidarietà ed assistenza nella Repubblica dell'Armenia colpita dal sisma del 7 dicembre 1988.
Il riconoscimento consiste in un diploma di benemerenza con medaglia commemorativa.

## Criteri di eleggibilità
La distinzione è destinata al personale civile, militare e volontario, nonché a quello appartenente ad enti, corpi ed organizzazioni pubbliche e private, che abbia operato nelle zone terremotate per almeno tre giorni consecutivi.
Il diploma con medaglia può essere concesso anche ad enti, corpi ed organismi pubblici, ovvero associazioni di volontariato che abbiano operato analogamente.
Viene rilasciato dal Dipartimento della Protezione Civile sulla base di atti ufficiali in suo possesso, ovvero su segnalazione delle autorità competenti.

## Insegne

### Medaglia
Si tratta di un disco in bronzo patinato del diametro di 35 mm con attacco a nastro, del peso di 22 grammi circa, che riporta in rilievo:
sul rectoal centro, due mani che si stringono: in alto l'emblema rappresentativo del Dipartimento della protezione civile.
sul versoin alto, l'emblema della Repubblica Italiana e su tre righe le diciture: «ITALIA - ARMENIA - 7 DICEMBRE 1988», con carattere dritto e «Benemerenza» con carattere corsivo; lungo il bordo, la scritta «Presidenza del Consiglio dei Ministri» (carattere corsivo) - «Dipartimento della protezione civile» (carattere dritto 1/3 più grande di Presidenza del Consiglio dei Ministri).

### Nastro
Il decreto istitutivo prevedeva che il nastro della medaglia doveva essere di seta con i colori, in verticale, della bandiera italiana, del Dipartimento della protezione civile e della bandiera armena secondo la seguente successione: verde, bianco, rosso, giallo, celeste, arancio, blu elettrico, rosso.
Con Decreto del 1990 il nastro fu sostituito con uno identico a quello della medaglia commemorativa per il terremoto in Irpinia e Basilicata: rosso, giallo, rosso, bianco, blue, bianco, rosso, giallo, rosso.

### Diploma
Secondo quando previsto dal provvedimento istituivo il diploma doveva essere in carta pergamena sabbia delle dimensioni cm. 29,7 x 42, con un bordo verde, bianco e rosso lungo la fascia perimetrale e agli angoli sinistro superiore e destro inferiore, due linee nei colori giallo e celeste; ha come sfondo l'emblema del Dipartimento della protezione civile in celeste chiaro.
Per motivi tecnici il Poligrafico dello Stato non produsse tale diploma che, con il suddetto Decreto del 1990 fu modificato eliminando le linee di colore giallo e celeste agli angoli.